# Frank Tate (Musiker)
Frank Tate (* 18. Juli 1943 in Washington, D.C.) ist ein US-amerikanischer Bassist (auch E-Bass, Gitarre) des Mainstream Jazz.
Tate wuchs in Long Island auf und spielte zunächst Trompete; ein Nachbar war der Jazzpianist Art Hodes. Mit 23 Jahren begann er Kontrabass zu spielen, als er in Greensboro (North Carolina) lebte. 1968 kehrte er in seine Heimatstadt zurück, wo er die Hausband im Jazzclub Blues Alley leitete. 1975 zog er nach New York, um im Marian McPartland Trio zu spielen, dann bei Zoot Sims. In den folgenden Jahren arbeitete er als freischaffender Musiker u. a. mit Bobby Hackett, Dave McKenna, Benny Goodman, Teddy Wilson, Joe Venuti, Lionel Hampton, Butch Miles (Cookin’, 1995) und Wild Bill Davison. on 1985 bis 1990 tourte er mit Pearl Bailey; in den 1990er-Jahren im Ruby Braff Trio (mit Howard Alden), Herman Foster und Jane Jarvis. Im Bereich des Jazz war er zwischen 1971 und 2017 an 87 Aufnahmesessions beteiligt, außer den Genannten mit Tommy Gwaltney, Jimmy McPartland, Dick Meldonian, Ronny Whyte, Spanky Davis, Keith Ingham, Ken Peplowski, Bobby Short, Barbara Carroll, Ed Polcer, Barbara Lea, Flip Phillips, Johnny Varro, Allan Vaché, Butch Miles, Marty Grosz, Rebecca Kilgore, Randy Reinhart und Scott Hamilton, zuletzt mit dem David Janeway Trio. 1993 nahm er unter eigenem Namen das Album Twilight World auf (mit James Chirillo und Tom Bailey).

## Diskographische Hinweise
- Live in Belfast (Nagel-Heyer Records, 1996), mit Harry Allen, Dave McKenna, Howard Alden, Butch Miles
- Thanks for the Memory: Frank Tate's Musical Tribute to Bobby Short (Arbors Records, 2010), mit Mike Renzi, Joe Ascione